# الجنيس (رواية)
"الجنيس" هو العنوان الرابع في المسيرة الروائية للكاتب والروائي المغربي عبد الحميد البجوقي، وقد صدرت عن منشورات الفاصلة للنشر سنة 2021، بعد رواياته: عريس الموت، المشي على الريح، ووجوه من حطب. تواصل الرواية مسار البجوقي في تعرية الواقع المغربي، والهجرة، والهوية، وتقاطعات الذات مع المجتمع، في قالب سردي مشحون بالتوترات النفسية والاجتماعية والسياسية.

## تحليل دلالة العنوان
يحمل عنوان رواية "الجنيس" للكاتب المغربي عبد الحميد البجوقي دلالات رمزية وإيحائية عميقة، تفتح الباب أمام القارئ لتأويلات متعددة ترتبط بقضايا الهوية والاختلاف والتحوّل الاجتماعي. فاللفظة في ذاتها تحيل إلى مفاهيم الجندر (الجنس الاجتماعي) والتمايز بين الأدوار الاجتماعية المفروضة ثقافيًا، لا بيولوجيًا، مما يجعل العنوان مثقلاً بحمولة نقدية تجاه البنى السائدة التي تُقصي المختلف وتُقصّيه. كما أن العنوان، في بساطته، يحمل نوعًا من التحدي، إذ يضع القارئ منذ الوهلة الأولى أمام إشكالية الانتماء والاختيار، ويثير التساؤل حول موقع "الجنيس" في مجتمع لا يعترف إلا بالثنائيات التقليدية (ذكر/أنثى، خير/شر، طبيعي/غير طبيعي). وبالتالي، فإن "الجنيس" لا يشير فقط إلى هوية جنسية، بل إلى إنسان يعيش على هامش المعايير، ويشكل بذلك مرآة لمجتمع يعيد إنتاج التهميش في صيغ متعددة. بهذا المعنى، يتجاوز العنوان بعده البيولوجي، ليغدو عنوانًا دالًا على أزمة وجودية واجتماعية، يعيشها الفرد المختلف داخل مجتمع مغلق، وهو ما يتماشى مع الخطاب النقدي الذي تحمله الرواية.

## بنية الرواية وأسلوب السرد
تعتمد الرواية أسلوب السرد بضمير الغائب غالبًا، لكنه يتداخل أحيانًا مع ضمير المتكلم حين يتعلق الأمر بشهادات الشخصيات أو لحظات الانكشاف النفسي. تتسم البنية السردية بالمرونة، حيث يزاوج الكاتب بين الحكي المباشر وتقنيات الفلاش باك والاسترجاع، مع توظيف للغة تميل إلى التقريرية أحيانًا والتكثيف الرمزي أحيانًا أخرى. تظهر البراعة السردية في قدرة الكاتب على التلاعب بالزمن النفسي للأحداث، بما يعكس تعقيد التجربة الوجودية لشخصياته.

## محتوى الرواية
تُحاكي رواية الجنيس أحداثًا واقعية أو شبه واقعية قد يكون الكاتب قد عايشها بشكل مباشر أو كان شاهدًا على تمظهراتها داخل محيطه الاجتماعي والثقافي. تدور القصة حول شخصية "سعيدة"، وهي امرأة تعيش سلسلة من الانكسارات والمآسي الشخصية والاجتماعية، تبدأ بهجر والدها لها وهي طفلة، ثم زواج قسري فرضته عليها والدتها، يليه فشل عاطفي، فحياة أسرية متدهورة بسبب إدمان الزوج على القمار والخمر، ووفاته في ظروف غامضة.
تحمل الرواية بعدًا تراجيديًا عميقًا، إذ تتعرض سعيدة للسجن ظلماً بتهمة قتل زوجها، وتقضي سنتين خلف القضبان قبل أن تظهر براءتها. تغادر بعد الإفراج عنها مدينة الدار البيضاء، متجهة إلى مدينة مرتيل كخطوة نحو الهجرة السرية بمعية طفليها سهام وسهيل، لكنها تلقى حتفها على يد شرطة السواحل أثناء محاولة العبور إلى الضفة الأخرى، لتترك أبناءها في مواجهة واقع جديد أكثر تعقيدًا.

## القضايا المطروحة
تناقش الرواية، من خلال تجربة البطلة وغيرها من الشخصيات، مجموعة من القضايا الكبرى التي تعكس واقعًا اجتماعيًا مغربيًا وإقليميًا متوترًا، منها:
| اختفاء الأب وتأثيره على التنشئة.   | الهجرة السرية ومآسي قوارب الموت.   | صراع الهوية والانتماء في بلدان المهجر.    |
| ---------------------------------- | ---------------------------------- | ----------------------------------------- |
| الزواج القسري.                     | الفقر، البطالة، التهميش الحضري.    | التمييز الجندري والجنسي.                  |
| العنف الرمزي والاجتماعي ضد المرأة. | الاغتراب النفسي داخل الوطن وخارجه. | جدلية التسامح والتعايش في مجتمعات متحولة. |
| الاغتصاب والخذلان الأسري.          |                                    |                                           |

تعكس الرواية هذه الثيمات من خلال شخصياتها المتعددة، وتُظهر تفاعلاتها مع الواقع المعاش، كما تنفتح على مرجعيات حقوقية وإنسانية تُسائل الوضع القانوني والاجتماعي للمهمشين في المجتمع.

## التفاعل مع الرواية
لقيت الجنيس اهتمامًا نقديًا ملحوظًا داخل المغرب وخارجه، حيث اعتبرها بعض النقاد إضافة نوعية إلى الأدب المغربي الذي يتناول قضايا الهوية الجندرية والهجرة والهويات الهشة. كما شكلت موضوعًا لعدة ندوات فكرية وأدبية. يذكر أن الكاتب صرح بأن أي تشابه بين وقائع الرواية والواقع هو محض صدفة، غير أن الرواية تبقى، وفقًا لتصوراته، انعكاسًا لألم جمعي يعيشه الإنسان المغربي والمغاربي بشكل عام.

## الموضوعات الأساسية
هناك العديد من الموضوعات أهمها الهوية الجندرية حيث تتقاطع الرواية مع أدبيات الجندر والتمييز الجنسي، وتفتح أفقًا إنسانيًا للتعاطف مع "المختلف". وأيضا الهجرة حيث تضع الرواية الهجرة غير النظامية تحت المجهر، باعتبارها هروبًا من واقع قاسٍ إلى مستقبل مجهول. وكذلك المرأة و المجتمع حيث تؤرخ الرواية للمرأة المغربية بين صورتي الضحية والمُقاوِمة. وفي الأخير العدالة والكرامة الإنسانية: حيث تطرح الرواية سؤال العدالة في سياق اجتماعي مأزوم.

## البعد الحقوقي والاجتماعي
الرواية ليست فقط عملاً أدبيًا، بل تنطوي على خطاب حقوقي صريح، إذ تدافع ضمنيًا عن الحق في الاختلاف، وتدين جميع أشكال القمع المؤسساتي والقانوني الممارس على الأفراد المختلفين جندريًا أو ثقافيًا. كما تثير الرواية أسئلة أخلاقية حول العدل والحرية والكرامة، وتكشف هشاشة المنظومة القانونية في وجه التحولات النفسية والاجتماعية المعاصرة.

## الاستقبال النقدي
حظيت الرواية بترحيب نقدي واسع في الأوساط الثقافية المغربية والعربية، واعتُبرت خطوة جريئة في تناول مواضيع لازالت تُعد من "الطابوهات". وتمت مناقشتها في عدد من الندوات الأدبية في المغرب وخارجه، خاصة في الأوساط المهتمة بالكتابة الجندرية، وأدب المهجر، وقضايا الإنسان وحقوقه. حيث أشادت العديد من الأصوات النقدية بجرأة البجوقي في طرح مواضيع لا تزال تعتبر من المحرمات في الأدب المغربي والعربي. وقد صنف بعض النقاد الرواية ضمن ما يمكن تسميته بأدب "الكشف" أو "أدب الهويات الهامشية"، لما تحمله من مساءلة للمنظومة الأخلاقية والاجتماعية والسياسية.
تُمثل الجنيس علامة فارقة في مسار عبد الحميد البجوقي، لا من حيث الموضوعات الجريئة التي تخوض في العمق النفسي والاجتماعي للهوية الجندرية، ولا من حيث الرؤية النقدية التي توجه سهامها نحو المجتمع والمؤسسة القانونية والأخلاق الجماعية. هي رواية تدعو القارئ إلى إعادة التفكير في معنى "الهوية"، وتوسع من إمكانات الكتابة الروائية لتصبح أداة للمرافعة، والمساءلة، والبحث عن المعنى.